# Iglesia de San Martín y Sebastián de los suizos
La Iglesia de San Martín y Sebastián de los suizos (en italiano: Chiesa dei Santi Martino e Sebastiano degli Svizzeri) Es un oratorio católico en la Ciudad del Vaticano. La iglesia fue construida por el papa Pío V en 1568 para servir como capilla privada de la Guardia Suiza Pontificia, cuyo cuartel está situado al lado de la Porta San Pellegrino, cerca del Palacio Apostólico. Se considera la iglesia nacional de Suiza en Roma .
La capilla se encuentra en el camino que toman todos los días los Guardias a sus cuarteles para Portone di Bronzo. Es accesible para los guardias de día y de noche. Los bautismos y matrimonios de los miembros de la Guardia también se pueden celebrar con el permiso del sacerdote de la parroquia de Sant'Anna dei Palafrenieri, en la Ciudad del Vaticano